# Emil Frankfurter
Emil Frankfurter (* 3. März 1876 in Wien; † 14. Juli 1950 in Montevideo, Uruguay) war ein deutsch-österreichischer, jüdischer Journalist.

## Leben

### Herkunft, Ausbildung und frühe Jahre in Wien
Frankfurters Geburtsort wird meist mit Wien angegeben, auch in seiner Heiratsurkunde. In einer vertrauenswürdigen Quelle wird jedoch abweichend Triesch (Třešť ) in Mähren als Geburtsort genannt. Er wuchs in Wien in einer jüdischen Familie auf. Seine Eltern waren Samuel Frankfurter (1839–1906) und Hedwig Frankfurter geborene Hirschfeld (1849–1914). Er hatte einen älteren Bruder, Alfred Frankfurter (* 1874).
1894 schloss er das Leopoldstädter Communal-Real- und Obergymnasium im 2. Wiener Bezirk, Leopoldstadt, mit der Reifeprüfung ab. Er studierte Rechtswissenschaft an der Universität Wien. Während des Studiums war er im Vorstand einer jüdischen Studentenverbindung, der „Freiwissenschaftliche Vereinigung“, die er 1901 als Obmann-Stellvertreter aufzulösen hatte. In Wien wurde er zum Doktor der Rechte (Dr. jur.) promoviert. Bis Oktober 1899 war er Advokatur-Kandidat (Referendar) beim k. k. Landesgericht in Wien. Er verwarf jedoch eine berufliche Laufbahn als Jurist. Im Jahr 1900 zog er nach Berlin um, um dort als Journalist tätig zu werden.
Im Dezember 1900 wurde er zum Leutnant der Reserve der Sanitäts-Abteilung Nr. 1 des k. u. k. Heeres ernannt. Als Reserveoffizier gehörte er bei Ausbruch des Ersten Weltkriegs zu den ersten, die aktiviert wurden, obwohl er seit Jahren in Berlin lebte. Im November 1914 wurde er zum aktiven Leutnant des Landsturms ernannt. 1915 erhielt er als Landsturm-Oberleutnant im Landsturmbataillon 27 vom Kaiser die „Allerhöchste belobende Anerkennung für vorzügliche Dienstleistung vor dem Feinde“.

### Familie
Im Januar 1910 verlobte er sich in Berlin mit Johanna Margarete Lewandowsky (* 2. Dezember 1885; † ), der Tochter des Berliner Arztes und Sanitätsrats Hermann Lewandowski (1844–1900). Im April 1910 heirateten sie in Berlin-Charlottenburg, wo sie auch lebten. Im Dezember 1910 wurde ihr Sohn Hermann Frankfurter († 1940) geboren. Im Oktober 1912 wurde ihre Tochter Dorothea Anna geboren († 5. Februar 1999 in New York).

### Journalistische Laufbahn in Berlin
Frankfurters journalistische Laufbahn begann mit seinem Umzug nach Berlin im Jahr 1900. Er wurde zunächst als Redakteur tätig für die linksliberale Tageszeitung Berliner Börsen-Courier unter Leitung von Isidor Landau, der selbst Österreicher war, dann für das 8-Uhr-Abendblatt unter Leitung von Viktor Hahn. Frankfurter positionierte sich außerdem bald als Auslandskorrespondent für österreichische Tageszeitungen wie Neues Wiener Journal, Wiener Fremden-Blatt oder Illustrirtes Wiener Extrablatt. 1908 wurde er in den Vorstand des Vereins der Ausländischen Presse (VAP) gewählt.
Sein Name wurde reichsweit durch die „Affäre Bebelinterview“ bekannt. Im Oktober 1910 berichtete ein Artikel im Neuen Wiener Journal über Aussagen des SPD-Parteivorsitzenden August Bebel, und die Zeitung nannte es ein „Interview“. Der Politiker empörte sich, das Interview mit ihm sei erfunden. Dies wurde insbesondere in der sozialdemokratischen Presse verbreitet, bürgerliche Blätter stiegen darauf ein. Frankfurter musste sich öffentlich rechtfertigen. Sein Mitarbeiter habe zwar kein Gespräch im engeren Sinne geführt, aber ein Gespräch Bebels mit einer Gruppe beim SPD-Parteitag in Magdeburg mitgeschrieben. Bebel blieb dabei, es sei nicht nur kein Interview, sondern kein Wort sei wahr. Er erklärte im Vorwärts, er könne „nur empfehlen, künftig solch schmutzige Manöver zu unterlassen, die den Stand der Journalisten diskreditieren und nur den Antisemiten Wasser auf die Mühle liefern“.
Sein Schwerpunkt war die Politikberichterstattung, aber er schrieb auch für das Feuilleton. Er verfasste gelegentlich Theaterkritiken („Berliner Bühnenbrief“), etwa für die Wiener Allgemeine Zeitung oder das Illustrirte Wiener Extrablatt. Er war interessiert an der Kunstform Film und an der gesellschaftlichen und ökonomischen Relevanz der Filmwirtschaft. 1920 wurde Frankfurter in den Vorstand des Filmpresseverbands gewählt. Im selben Jahr veröffentlichte er in der Berliner Zeitschrift Das Tage-Buch einen durch Statistikdaten aufgewerteten Aufsatz „Die volkswirtschaftliche Bedeutung der deutschen Filmindustrie“, der in der Tagespresse nachgedruckt wurde und bis heute in der Filmwissenschaft zitiert wird. Er kam zu dem spektakulären Schluss, dass die Branche der drittgrößte deutsche Wirtschaftszweig sei. Gerate sie in die Krise, ziehe ihr Absturz die ganze Volkswirtschaft mit.
In den Zwanziger Jahren wurde er Berlin-Korrespondent der liberalen Tageszeitung Frankfurter General-Anzeiger aus Frankfurt am Main.
Frankfurter war als jüdischer Journalist bekannt und bekannte sich auch öffentlich zum Judentum, jedoch nicht im Sinne einer Nationalität oder Volksangehörigkeit. Er verstand sich als jüdischer Deutscher und lehnte jüdischen Nationalismus und Zionismus ab. Er war einer von 276 vielfach prominenten Mitunterzeichnern einer „Erklärung deutscher Juden“, die im Oktober 1929 in mehreren Tageszeitungen als großformatige Anzeige erschien. Sie nannte die Errichtung einer jüdischen Heimstätte in Palästina einen Irrweg, der die Emanzipationserfolge des deutschen Judentums gefährde. Die Aktion war eine Antwort auf Kampagnen der Jewish Agency for Palestine und auf blutige Kämpfe zwischen jüdischen Siedlern und Arabern im Nahen Osten. Die meisten Mitunterzeichner stammten aus Berlin und dem Umkreis der Vereinigung für das Liberale Judentum, des Central-Vereins deutscher Staatsbürger jüdischen Glaubens und des Verbands nationaldeutscher Juden.

### Verbandsfunktionen
Frankfurter war Mitglied des Vereins Berliner Presse und weiterer Berufsorganisationen, in denen er teilweise durch repräsentative Funktionen erhebliche Sichtbarkeit in der Reichshauptstadt erlangte. 1908 wurde er in den Vorstand des Vereins der Ausländischen Presse (VAP) als Schriftführer gewählt. Als 1913 vom Verein Berliner Kaufleute und Industrieller (VBKI) sowie führenden Medien- und Werbeexperten, darunter sein früherer Chefredakteur Isidor Landau, die Zentralstelle für den Fremdenverkehr Groß-Berlin gegründet wurde, ließ sich Frankfurter in den „literarischen Beirat“ als Delegierter für die ausländische Presse berufen. 1920 wurde Frankfurter in den Vorstand des Filmpresseverbands gewählt. 1923 war er einer der Gründer und Erster Vorsitzender des Berliner Verbands der Auswärtigen Presse (BVAP), in dem Hauptstadtkorrespondenten deutscher Inlands-Tageszeitungen zusammengeschlossen waren. 1930 wechselte er in die Position als zweiter Vorsitzender, und als er 1931 in den Ruhestand trat, ernannte ihn der BVAP zu seinem Ehrenmitglied.

### Emigration
Nach Adolf Hitlers Regierungsantritt suchte das Ehepaar Frankfurter 1933 zunächst Zuflucht in Prag. In dieser Zeit schrieb er gelegentlich für die deutschsprachige Tageszeitung Bohemia. Als in der Sudetenkrise der deutsche Einmarsch in der Tschechoslowakei und ihr staatlicher Zerfall drohten, beschloss die Familie 1938 die Emigration nach Südamerika. 1938 wanderte er mit Johanna und zwei Kindern nach Montevideo in Uruguay aus, wo sich zeitgleich rund 8000 vielfach jüdische und deutschsprachige Flüchtlinge aufhielten. 1940 schrieb er darüber in der jüdischen New Yorker Wochenzeitung Aufbau einen eindringlichen Bericht über den Kontrast zwischen armen und wohlhabenden Emigranten. Sein Sohn Hermann (* 1910) starb in Uruguay an Kinderlähmung, was Emil Frankfurter sehr traf.

Im November 1949 reiste er, 73-jährig, gemeinsam mit seiner Frau für rund sieben Wochen nach New York, um seine dort mit ihrem deutschen Ehemann lebende Tochter Dorothea Anne (nun Dorothy A. Wolff) sowie Familienangehörige, Bekannte und frühere Kollegen wiederzusehen. Er traf unter den Emigranten auch Richard Dyck, wie Frankfurter früher Redakteur beim Berliner 8-Uhr-Abendblatt, jetzt beim Aufbau. Als Frankfurter wenige Monate später an einem Herzleiden in Uruguay starb, schrieb Dyck einen Nachruf im Aufbau: 
Mit ihm ist ein vortrefflicher Zeitungsmann vom Schauplatz abgetreten, der in Deutschland, Österreich und der Tschechoslowakei sich als politischer Reporter, Parlamentsberichterstatter und Leitartikler einen ausgezeichneten Ruf begründet hatte [...] Seine gründlichen Kenntnisse der deutschen Parteienverhältnisse und seine weitgespannten Beziehungen zu deutschen Politikern des Reichstages und der Länderparlamente, waren die gediegene Grundlage für seine in Berlin von weitesten Leserkreisen sehr geschätzten Parlamentsberichte. 

## Werke (Auswahl)
- Emil Frankfurter: „Die volkswirtschaftliche Bedeutung der deutschen Filmindustrie“. In: Das Tage-Buch, Heft 35/1920, S. 1136–1138 (online bei ANNO).
  - Auszüge auch in Emil Frankfurter: „Die volkswirtschaftliche Bedeutung der deutschen Filmindustrie“. In: Neues Wiener Journal, 23. September 1920, S. 12 (online bei ANNO). und Leipziger Tageblatt und Handelszeitung, 18. September 1920, S. 3 [Digitalisat SLUB Dresden]
- Emil Frankfurter: „Existenzminimum 30 Dollars : Brief aus Uruguay“. Aufbau, 5. Januar 1940, S. 10 Digitalisat DDB